# Giovanni Arcangeli
Giovanni Arcangeli (18 de julio de 1840-16 de julio de 1921) fue un botánico, y profesor universitario italiano.
Se diploma en Ciencias Naturales en 1862 en la Universidad de Pisa, y en esa Universidad el 3 de noviembre de 1865 inicia su carrera didáctica y científica con su nominación y obtención de la cátedra de Botánica.
En 1880 es profesor de Botánica en Turín.

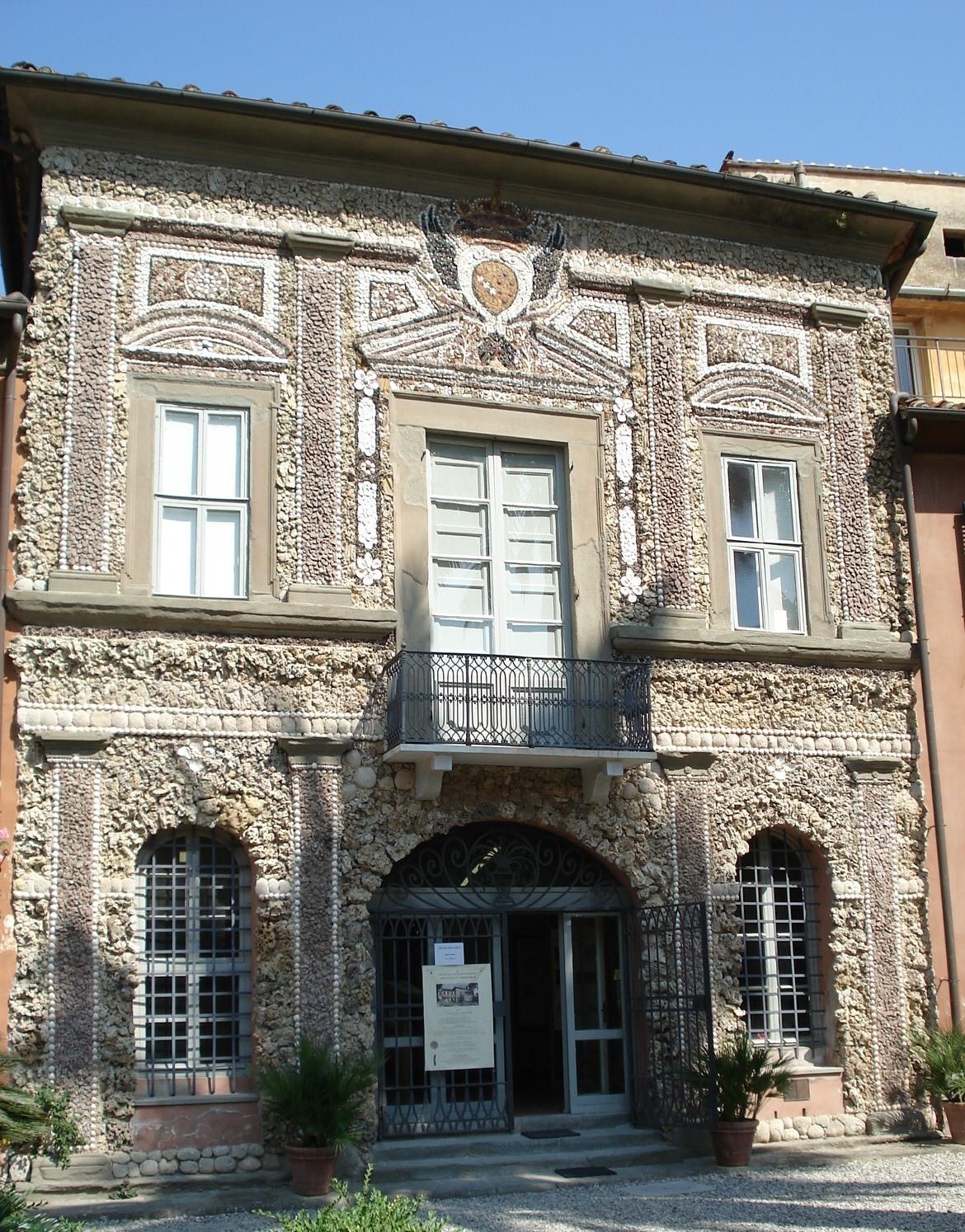
El Instituto de Botánica de Pisa, donde se ubica su jardín botánico

En 1882 es director del Jardín botánico de Pisa.

## Honores
Género
- (Menispermaceae) Arcangelisia Becc.[1]

- La abreviatura «Arcang.» se emplea para indicar a Giovanni Arcangeli como autoridad en la descripción y clasificación científica de los vegetales.[2]

## Obra
- Compendio della flora italiana, 1882